# Ikarosz (album)
Az Ikarosz Benkő Lászlónak, az Omega együttes tagjának 1989-ben kiadott szólóalbuma (Favorit, HCD 37279).  A lemez producere Kóbor János volt. A lemezborítót Herpai Zoltán tervezte.

## Története
Benkő László az 1980-as években Lexikon és Lexikon2 címen adott ki szólóalbumokat. 1989 szeptemberében jelent meg Benkő Ikarosz című újabb szólólemeze, amely stílusában a Lexikonhoz hasonlítható, ám a hangzás eltérő.  Az egyes számokat a görög ábécé betűi jelölik; az utolsó, az Ómega egy lírai dal. 
1989 októberében a Magyar Rádió és a Pesti Műsor (PM) közös listáján (az MHV lemezeladási sorrendje alapján) a 7. helyen állt. 

## Közreműködők
- Benkő László – zongora, szintetizátor
- Debreczeni Ferenc – dobprogramok
- Patai Tamás – gitárok
- Muck Ferenc – szaxofon
- Solti János – dobok, dobprogramok
- Kovács Kati – vokál
- Cserháti Zsuzsa – vokál
- Takáts Tamás – vokál

## A lemez számai
1. Alfa 4:07
2. Beta 3:05
3. Gamma 4:07
4. Delta 2:47
5. Epszilon 4:57
6. Lambda 4:39
7. Mű 3:46
8. Pi 3:59
9. Szigma 4:26
10. Omega 3:15

bónusz:
1. Pieta 4:57
2. S.O.S. 2:00
3. Titanic
4. Aphrodité gyermekei I 6:17
5. Aphrodité gyermekei II 3:39